# Sumo
Pour les articles homonymes, voir Sumo (homonymie).
Le sumo (相撲, sumō, littéralement « se frapper mutuellement ») est un sport de lutte japonais. Le combat sumo se caractérise par le gabarit des lutteurs ainsi que par les nombreux rites traditionnels qui entourent les combats, et consiste en deux règles simples : les lutteurs ne doivent pas sortir du cercle (dohyō), ni toucher le sol avec une autre partie du corps que la plante des pieds. Ce sport reste populaire au Japon, même si le baseball et le football le détrônent désormais, notamment chez les jeunes.

## Histoire

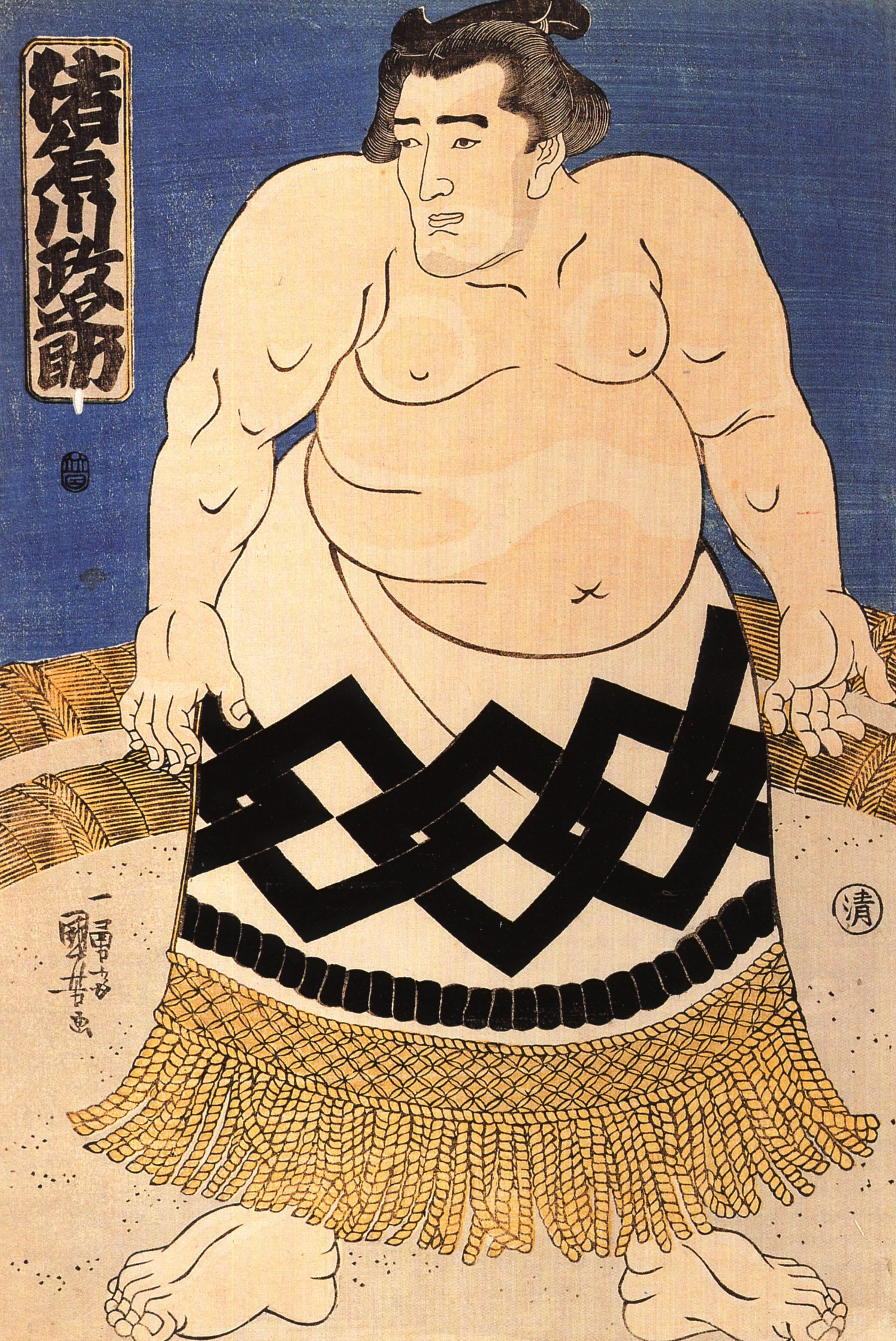
Ukiyo-e de Kuniyoshi Utagawa représentant

### Les origines
Le sumo fut mentionné pour la première fois en 712 dans le Kojiki (古事記), « Chroniques des faits anciens », premier livre d'écriture japonais (alors en langue japonaise mais en écriture chinoise). Le premier rouleau du Kojiki relate la victoire de Takemikazuchi contre Takeminakata (ja), deux dieux anciens lors d'un combat de sumo. C'est ainsi que le peuple mené par Takemikazuchi obtint la possession des îles japonaises et que fut fondée la famille impériale dont est issu l'actuel empereur. Le Nihon Shoki (720) rapporte lui le combat qui aurait eu lieu lors du règne de l'empereur Suinin (-29 - 70) entre Nomi-no-Sukune et Taima-no-Kuehaya, considéré comme l'origine du sumo et du ju-jitsu. Nomi-no-Sukune est aujourd’hui considéré comme le saint patron ou kami des lutteurs de sumo, et est notamment vénéré dans un sanctuaire shinto homonyme de Ryōgoku, quartier des sumos à Tokyo.
Mis à part ces légendes, il semble que les combats sumo soient apparus il y a près de 1 500 ans, sous forme de rituels religieux shinto : des combats sumo ainsi que des danses et du théâtre étaient dédiés aux dieux (kami) en même temps que des prières pour obtenir de bonnes récoltes.
D'autres anciennes luttes asiatiques telles que la lutte mongole, le shuai jiao chinois et le ssirum coréen auraient également pu avoir une influence.
Au VIIIe siècle (époque de Nara), les combats sumo sont introduits dans les cérémonies de la Cour Impériale appelées sechie (節会), sous le nom de sechie-zumo (節会相撲) ou sumai-sechie (相撲節会, se lit également sumahi-sechie). Des tournois annuels sont organisés, accompagnés de musique et de danses auxquelles participent les combattants victorieux. Les combats de l'époque, qui mélangent boxe et lutte et qui autorisent presque tous les coups, restent très éloignés des combats de sumo actuels. Cependant, sous l'influence de la Cour Impériale, des règles furent progressivement formulées, des techniques furent développées et le combat sumo devint proche de ce qu'il est actuellement.

### Moyen Âge et période moderne
L'établissement d'une dictature militaire à Kamakura en 1192 est suivie d'une longue période de guerres et d'instabilité (époque de Kamakura). Le combat sumo est tout naturellement vu par les chefs sous l'angle militaire et est utilisé pour augmenter l'efficacité au combat des soldats (samouraïs), en particulier pour immobiliser l'adversaire,.
L'unification du Japon sous le shogunat Tokugawa, en 1603, est suivi d'une période de paix et de prospérité (époque d'Edo), marquée par le développement d'une classe aisée de commerçants. Des combats sont organisés en public en hommage aux temples bouddhistes et aux sanctuaires shintô, sous le nom de kanjin-zumô (勧進相撲). Les lutteurs étaient divisés en deux factions, est et ouest, et les matchs opposaient un lutteur de chaque faction. Les fonds récoltés étaient reversés aux édifices pour payer leurs travaux.
Des groupes de sumo professionnels sont créés pour divertir la classe bourgeoise et le combat sumo prend sa forme quasi actuelle, en tant que sport national du Japon à partir du XVIIIe siècle,.
C'est notamment à cette époque que le dohyō est surélevé et que la position avec les deux poings sur le ring lors du tachi-ai (début du combat) est adoptée, bien que non obligatoire. Cependant, les tournois n'ont alors pas de champion et n'offrent pas de prix aux lutteurs les plus performants. Le score d'un lutteur lors d'un tournoi n'est pas important et la promotion dans la hiérarchie est plus liée à sa popularité.
La cérémonie d’entrée sur le ring, ou dohyō-iri, apparait à l'ère Kyōhō (1716–1736). Jusqu'à l'ère Meiji, tous les lutteurs de première division effectuaient alors en même temps le shiko, qui consiste à lever chaque pied en l'air et à frapper le sol avec force, en signe de domination sur les esprits terrestres maléfiques. Face au nombre grandissant de lutteurs, le shiko sera par la suite réservé au yokozuna, qui a sa propre dohyō-iri à partir de 1789. Il faudra plusieurs décennies avant que la cérémonie du yokozuna prenne sa forme définitive avec deux styles différents : unryū et shiranui.

### Période contemporaine
À la restauration de Meiji (fin du XIXe), des associations et des syndicats se créent. En 1884, le Yomiuri Shimbun commence à publier des résumés des tournois une fois ceux-ci finis. En 1889, le journal Jiji shimpō est le premier à offrir une récompense lors d'un tournoi, choisissant de le donner à tout lutteur ayant fini le championnat invaincu. D'autres journaux suivent rapidement. En 1900, les feuilles de match occupent une part centrale de la couverture quotidienne des tournois par les journaux et les scores deviennent importants pour le public.
Au début du XXe siècle, le sport se professionnalise progressivement. Le Kokugikan, lieu couvert réservé au sumo, est inauguré en 1909. La même année, les uniformes des gyōji, les arbitres, sont modifiés, passant du kamishimo, un costume de cérémonie de l'époque d'Edo, au hitatare, plus complexe et datant de la période médiévale.
Les premiers tournois d’exhibition de sumo à l'étranger ont lieu dès l'ère Meiji. Ainsi, en 1910, 35 lutteurs sont envoyés à l'exposition anglo-japonaise, événement commémorant l'alliance anglo-japonaise. Après quatre mois et demi à Londres, la tournée s'est poursuivie à Paris et vers d'autres villes d'Europe.
La période de l'expansionnisme du Japon Shōwa (1926-1945), qui s'accompagne d'une idéologie nationaliste, provoque un essor du sumo. En 1925 se crée l'Association japonaise de sumo (en anglais JSA), qui gère les compétitions professionnelles de sumo, et crée le système de championnat l'année suivante. Elle met en place des règles pour que les pertes durant un affrontement soient incontestables, garantissant ainsi un seul gagnant à la fin des tournois, en 1928. La même année, le service public NHK commence à diffuser les principaux tournois (honbasho) à la radio. Le shikiri, le rituel durant lequel les lutteurs se préparent au combat, est alors limité à cinq à dix minutes selon la division afin de convenir à la retransmission,. Auparavant, ce rituel d'échauffement pouvait durer une heure ou plus. En outre, des lignes sont tracées sur le sol et les lutteurs ne peuvent ainsi plus se retrouver front contre front avant le tachi-ai.
En 1931, le toit rustique de style irimoya-zukuri au-dessus de l'arène est remplacé par un toit de style shinmei-zukuri généralement utilisé pour les sanctuaires shinto. À partir de 1936, l'association organise les tests de sélection annuels des nouvelles recrues. En 1947, l'association établit une structure éliminatoire pour décider des champions en cas de matchs nuls. De 1942 à 1950, la durée du shikiri est progressivement réduite, pour arriver à 2 à 4 minutes selon la division, durées qui n'ont pas changé depuis.
La NHK débute la diffusion des grands tournois à la télévision en 1953, le shikiri est alors raccourci à quatre minutes. En 1955, les kimarite (techniques utilisées par les lutteurs pour battre leur adversaire) sont réorganisées en 68 techniques officielles. Deux sont ajoutés en 1960, puis douze autres en 2001.
À partir de 1965, lors du dohyō-iri, les lutteurs sont conduits à l’arène par ordre de rang par un arbitre, et leur nom est appelé lorsqu'ils foulent le dohyō.
En 1984, il est décidé que les deux poings des lutteurs doivent être posés sur le ring pour pouvoir commencer le match avec le tachi-ai.

### De nos jours
Depuis les années 1990, le recrutement de lutteurs s'avère difficile, et pour la première fois en 2007, le test est annulé faute de candidats. En contrepartie, on retrouve de plus en plus de lutteurs étrangers, notamment des Austronésiens américains ou samoans dès les années 1960 et des Mongols à partir de 1992, les plus connus étant Akebono (premier non-japonais à devenir yokozuna), Konishiki (en) (premier étranger à devenir ōzeki), Musashimaru, Asashōryū, Hakuhō, Harumafuji et Kakuryū,. À partir de 2002, le nombre de lutteurs étrangers par écurie est limité à un seul lutteur. En janvier 2016, Kotoshōgiku est ainsi le premier Japonais à gagner un tournoi majeur depuis dix ans.
En janvier 2006, le Bulgare Kotoōshū est le premier Européen à devenir ōzeki, il sera suivi par l'Estonien Baruto en mars 2010 et par le Géorgien Tochinoshin en mai 2018. Le 24 mai 2008, l'ōzeki Kotoōshū est le premier Européen à gagner un tournoi, insuffisant néanmoins pour devenir yokozuna. En février 2010, face à l'augmentation du nombre de naturalisations de lutteurs étrangers (six depuis avril 2009), c'est le nombre de lutteurs nés à l'étranger qui est limité à un. En janvier 2012, l’Égyptien Abdelrahman Ahmed Shaalan est le premier Africain à devenir lutteur de sumo professionnel, sous le nom d'Ōsunaarashi ; il participe à son premier honbasho en mars (catégorie jonokuchi), qu'il remporte. Il gravit ensuite rapidement les échelons, et passe en jūryō en mai 2013, devenant ainsi sekitori.
Des tournées de promotion à l'étranger sont régulièrement organisées par l'association ou par les écuries (clubs des lutteurs) : à Las Vegas en 2005, en Israël en 2006, à Hawaï en 2007 et à Los Angeles en 2008, alors que celle de 2009 à Londres est annulée faute de moyens à la suite de la crise économique,. Le tournoi de juillet 2010 n'est pas diffusé à la suite d'un scandale de paris illégaux. De nouveaux rebondissements dans ce scandale provoque l'annulation du tournoi de mars 2011 à Osaka, une première depuis 1946.
En 2020, la crise du coronavirus provoque l'annulation du tournoi de mai, et le déplacement du tournoi de juillet de Nagoya à Tokyo.

## Lutteurs

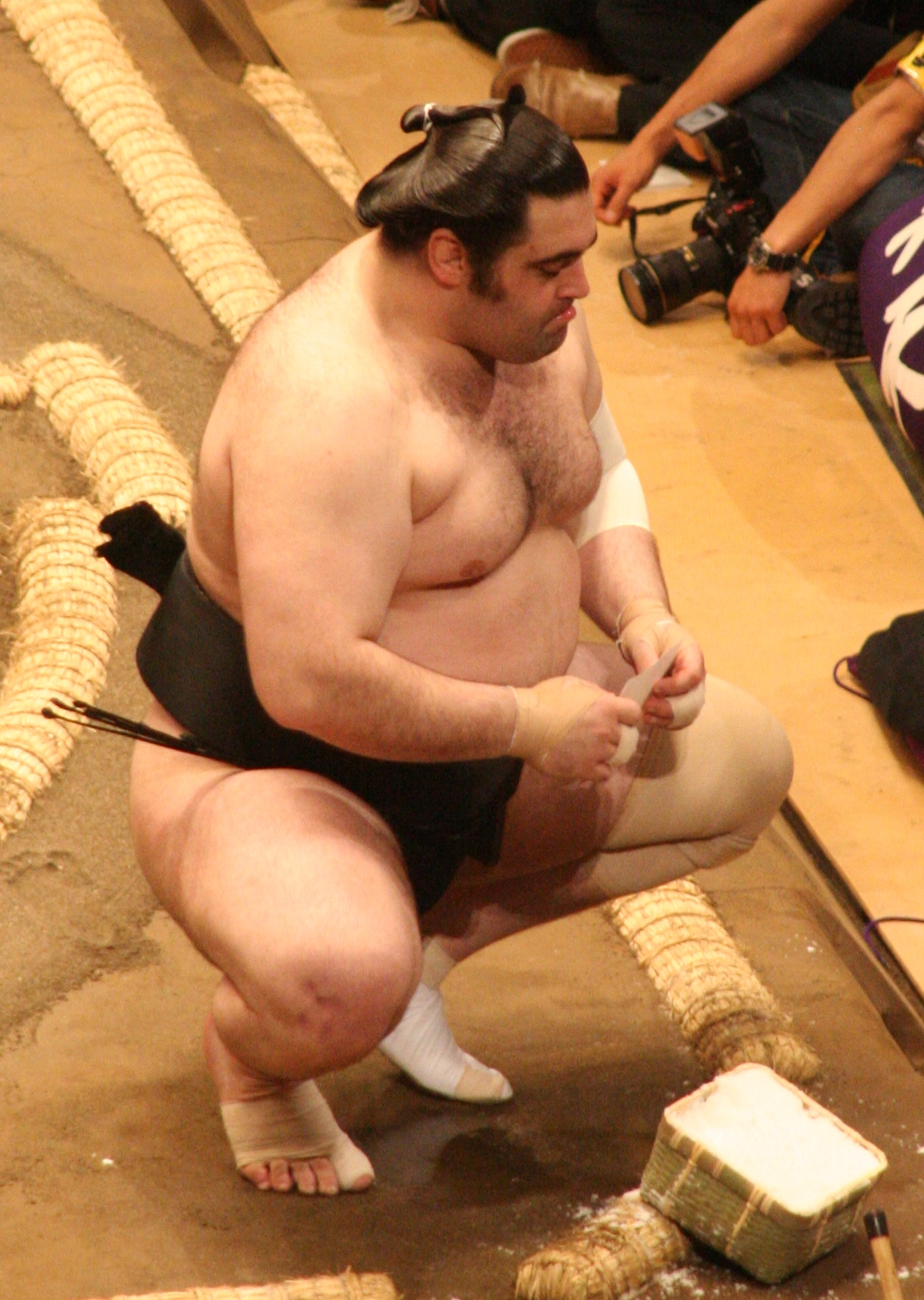
Kokkai en 2009.

Le sumo professionnel est un sport réservé aux hommes. Les lutteurs de sumo sont appelés au Japon rikishi (力士, lit. « homme fort »), voire o-sumō-san (お相撲さん, litt. « M. Sumo », avec une marque de respect), plutôt que sumotori (相撲取り, sumōtori), appellation usitée en France, mais peu au Japon, si ce n'est pour les débutants. Ils portent un nom de combat (四股名, shikona), gardant généralement leur propre prénom, sauf pour les lutteurs étrangers.
Lors des combats, ils ne sont vêtus que du mawashi, une bande de tissu serrée autour de la taille et de l'entrejambe, qui constitue la seule prise solide autorisée pendant le combat. Celle-ci fait réglementairement entre 9 et 14 mètres suivant la corpulence du rikishi. Ils sont coiffés selon le style chonmage : les cheveux, lissés avec de l'huile, sont maintenus par un chignon. Un rikishi garde ses cheveux longs pendant toute sa carrière active ; son départ à la retraite (引退, intai) est marqué par une cérémonie appelée danpatsu-shiki (断髪式) au cours de laquelle ce chonmage est coupé. Les rikishi des divisions supérieures sont coiffées avec un chonmage en forme d'ōichō (大銀杏, feuille de ginkgo) lorsqu'ils sont en tournoi ou en représentation.
Il n'y a pas de catégorie de poids pour les rikishi et il peut arriver que l'un des combattants ait plus du double du poids de l'autre (les poids de rikishi pouvant aller de 70 à 280 kg). Cependant, les rikishi des meilleures divisions pèsent en moyenne environ 150 kg, poids semblant le plus à même d'assurer à la fois stabilité et souplesse.
Chaque lutteur appartient à une écurie (部屋, heya), c'est en fait le club ou l'école du rikishi au sein de laquelle il vit et s'entraîne, sous la direction de son oyakata (親方). Ces heya, ou beya, sont réparties en groupes appelés ichimon (一門) qui permettent de mutualiser certaines ressources. En 2018, il existait 47 écuries, regroupées en six ichimon (quatre écuries n'étaient rattachées à aucun groupe).
La vie quotidienne du lutteur au sein des écuries est très réglementée : réveil à 5 h 30 ou 6 h du matin, entraînement à jeun, repas de midi à base de chankonabe, sieste et repas du soir également à base de chanko nabe. Le lutteur ingère en moyenne 5 000 kcal par jour. Les entraînements suivent un certain nombre de rituels ancestraux et les lutteurs les mieux classés se font servir par les apprentis.
La plupart des écuries occupent un seul et même bâtiment, la salle d'entraînement est au rez-de-chaussée et les pièces de vie dans les étages supérieurs. Souvent, l’oyakata et sa famille occupent le dernier étage. Les lutteurs des divisions inférieures partagent un dortoir, tandis que les sekitori (voir plus bas Catégories) bénéficient d'une chambre individuelle. L’oyakata et sa femme (okami-san) gèrent de nombreuses facettes du quotidien des lutteurs. En principe, un lutteur ne peut s'émanciper de cette vie collective qu'une fois devenu sekitori, et s'il s'est marié.
À chaque écurie sont aussi souvent rattachés un coiffeur (tokoyama), un arbitre (gyôji) et un annonceur (yobidashi), voir ci-dessous.

## Combat
Le but de chaque lutteur est d'éjecter l'adversaire hors du cercle de combat ou de lui faire toucher le sol par une autre partie du corps que la plante des pieds. L'arène est appelée dohyō (土俵) : c'est une plateforme carrée faite d'argile tassée, d'une hauteur de 34 à 60 cm. Un cercle de 4,55 m de diamètre, fait à l'aide de ballots de paille ancrés dans la plateforme, délimite l'aire de combat. Outre les lutteurs, le gyōji (行司), l'arbitre, est également sur le dohyō. Les juges (審判, shinpan), les annonceurs ou présentateurs (呼出, yobidashi) ainsi que les lutteurs suivants se trouvent autour de l'arène.
Les lutteurs sont d'abord appelés par le yobidashi à monter sur le dohyō. Avant l'affrontement, les lutteurs chassent les esprits en frappant le sol avec les pieds, après les avoir levés très haut : il s'agit du shiko (四股). En signe de purification, ils prennent une poignée de sel et la lancent sur le cercle de combat : on parle alors de kiyome no shio (清めの塩). Il y a également le rituel de « l'eau de force » (力水, chikara-mizu) que le rikishi met dans sa bouche, sans l'avaler, puis recrache. Ce sont les trois gestes rituels les plus importants avant le début du combat proprement dit.
Le combat débute au signal du gyōji, qui présente alors l'autre face de son éventail (軍配, gunbai). Après une phase d'observation (仕切り, shikiri), les lutteurs doivent toucher le sol avec leurs deux mains pour accepter le combat, la confrontation physique peut alors commencer. Les deux protagonistes se lèvent et s'élancent l'un vers l'autre, action nommée tachi-ai (立ち会い). Le premier contact entre les deux, atari (当たり), est souvent très violent. Lorsque l'un des deux rikishi n'a pas mis les deux mains au sol alors que l'autre s'est élancé vers lui, on parle de matta (待った), et le départ est redonné.
Les combattants peuvent utiliser les prises parmi les 82 autorisées, ces prises gagnantes sont appelées kimarite (決まり手). Lorsque le combat dure trop longtemps, le gyōji peut alors accorder une pause aux lutteurs, appelée mizuiri (水入り). Si le choix du vainqueur à la fin du combat n'est pas évident, les juges se réunissent sur le dohyō pour délibérer (物言い, mono-ii), il arrive alors que le combat soit rejoué : torinaoshi (取り直し).

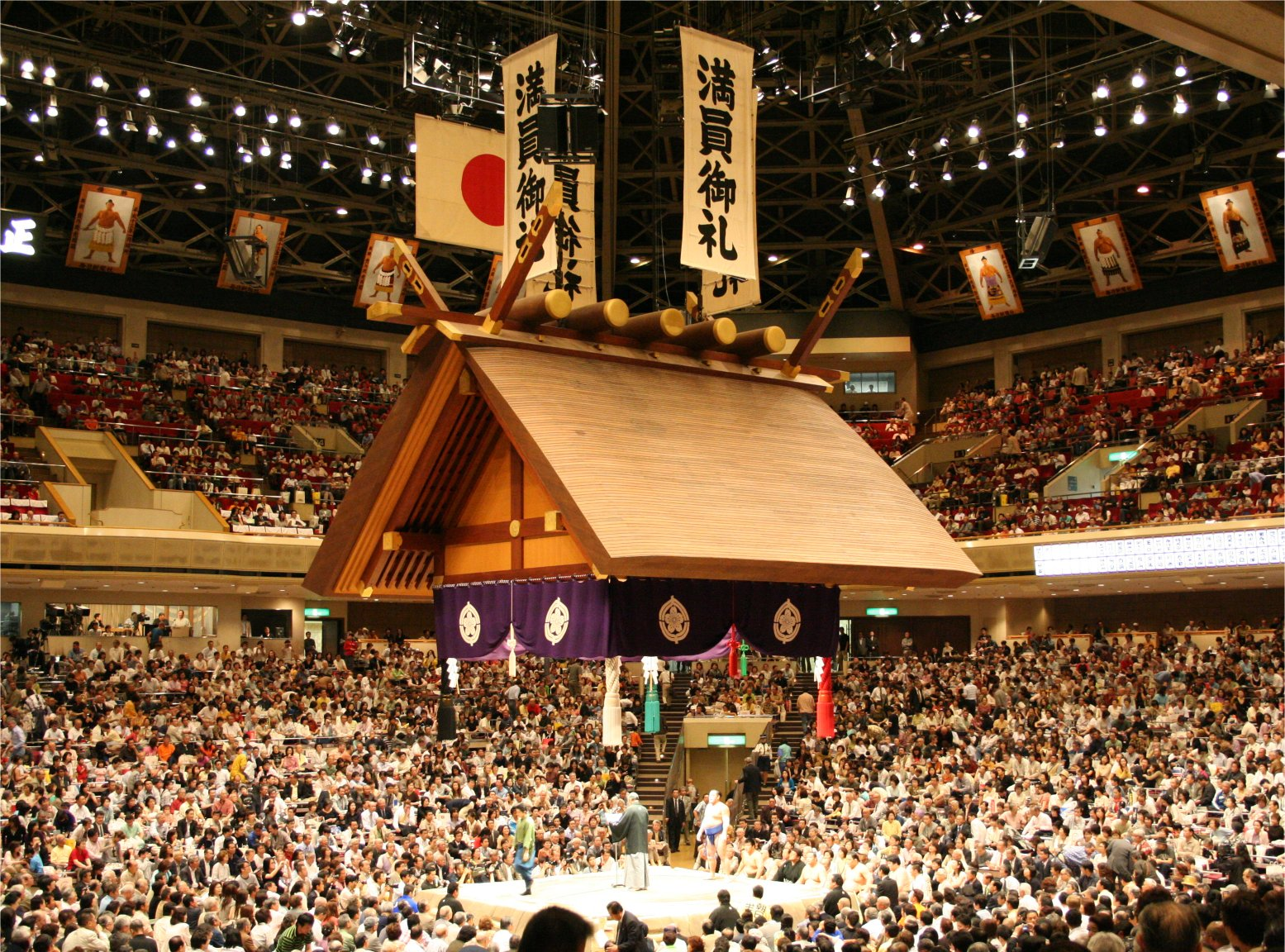
Dohyō du Ryōgoku Kokugikan à Tokyo
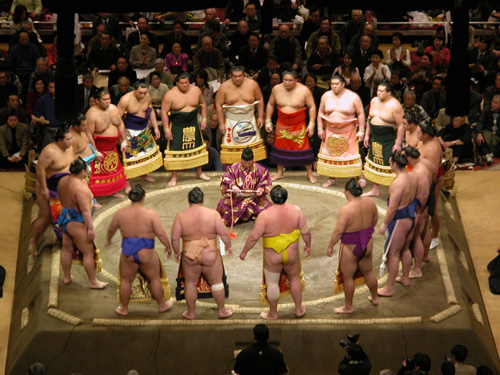
Dohyō-iri
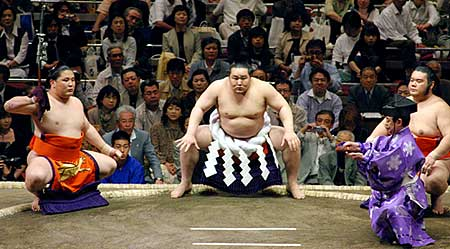
Dohyō-iri du yokozuna Asashōryū
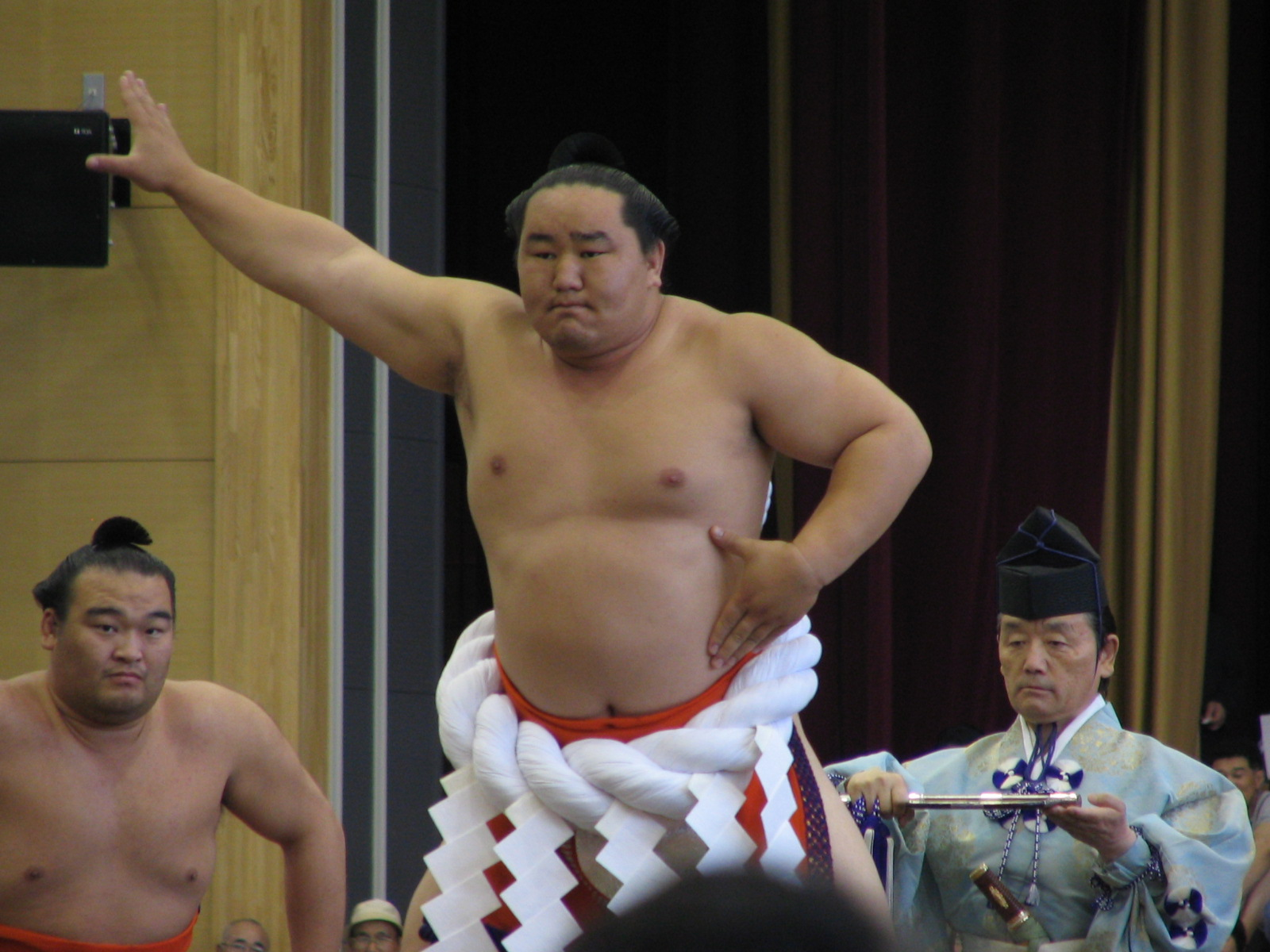
Démonstration de yokozuna dohyō-iri
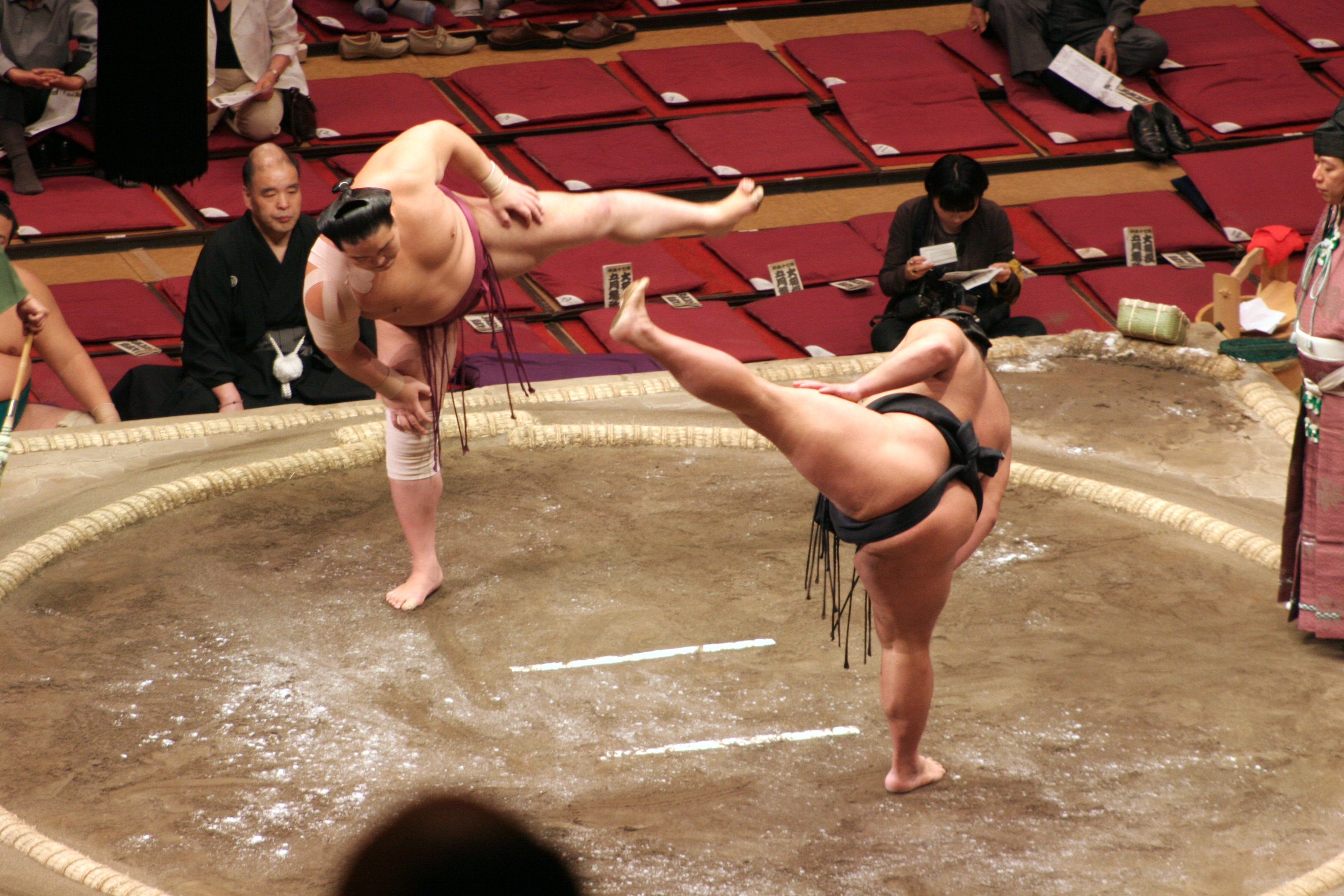
Shiko : les lutteurs chassent les esprits en frappant le sol avec les pieds
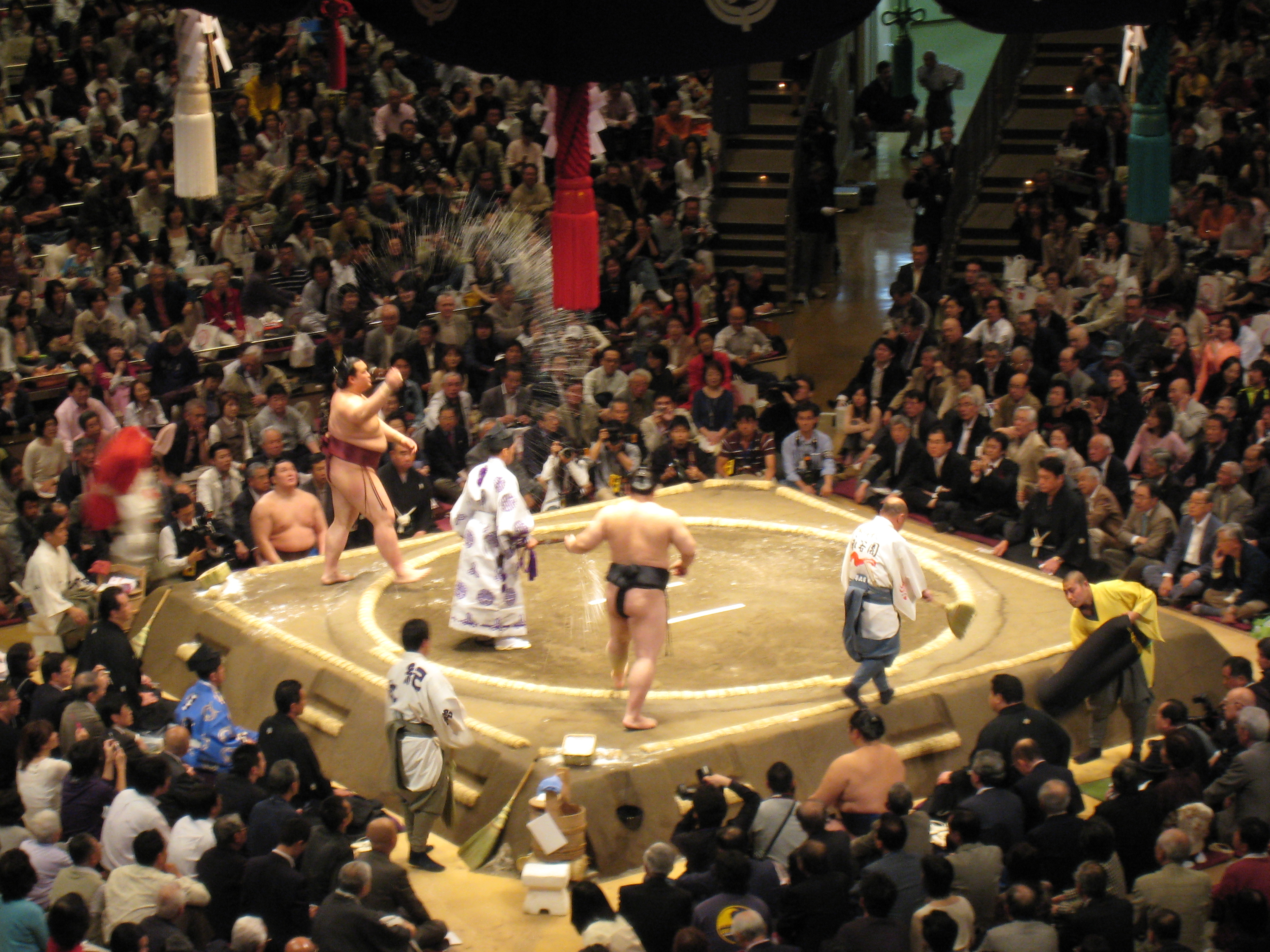
Kiyome no shio : purification au sel avant le combat
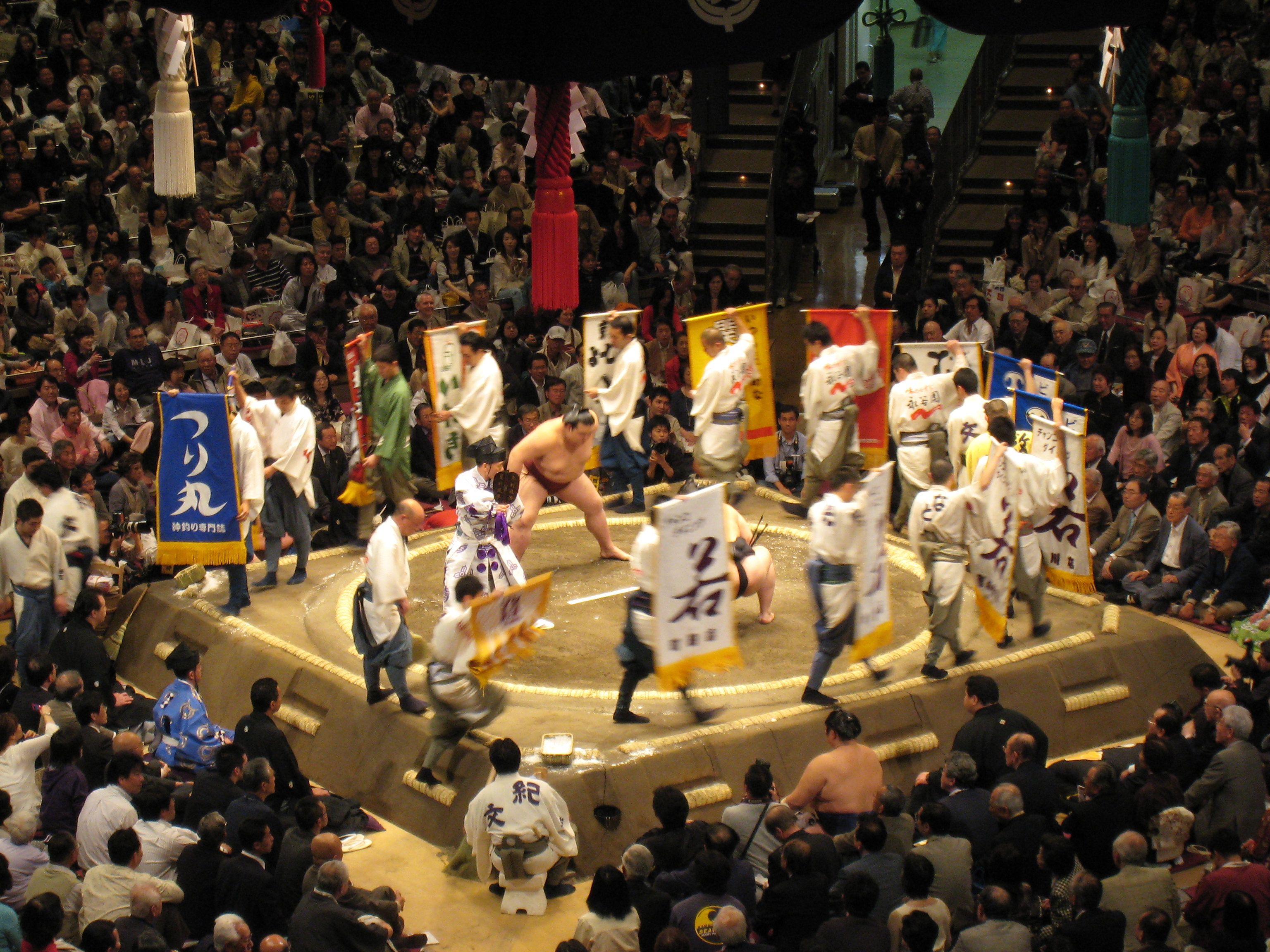
« Spot publicitaire » lors d'un tournoi
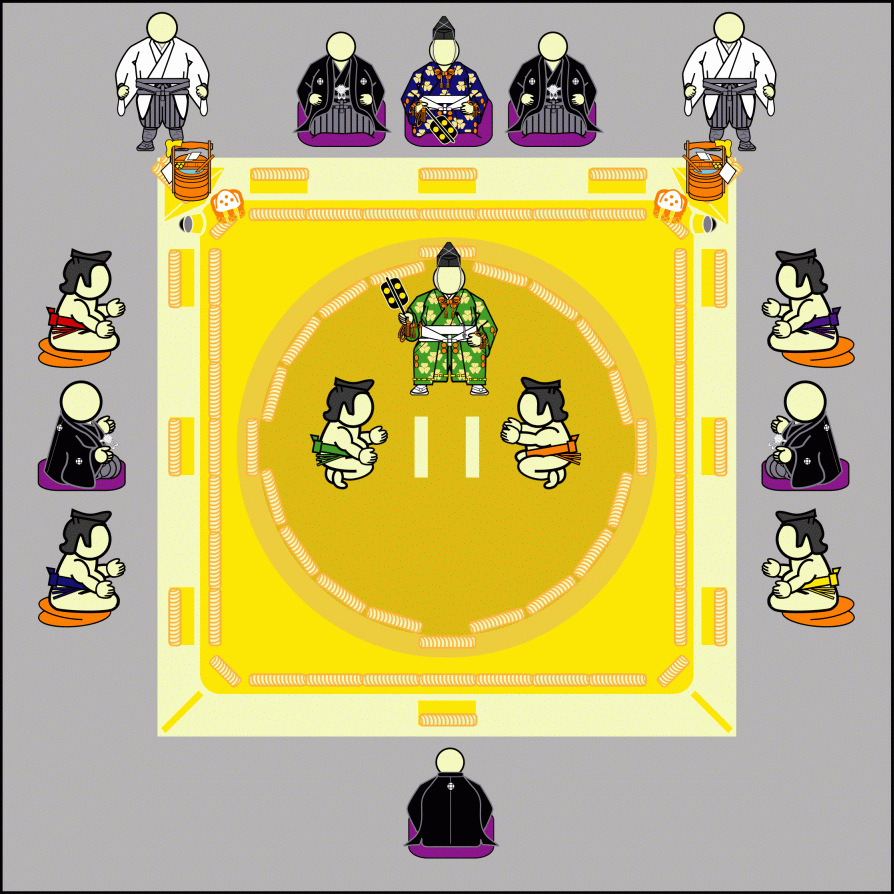
Positions autour du dohyō
- Yumitori-shiki

L'accès au dohyō est interdit aux femmes même en dehors du combat, selon une ancienne tradition shinto considérant le sang comme une souillure (kegare), et donc les femmes potentiellement impures du fait des menstruations. Le 19 septembre 2007, pour la première fois dans l'histoire du sumo professionnel, une spectatrice pose le pied dans l'arène, sans toutefois atteindre la zone de combat car stoppée par un lutteur.
Le sumo féminin se développe dans plusieurs lieux du Japon du début du XIXe siècle avant de disparaître après la Seconde Guerre mondiale.

## Compétition

### Catégories
Le sumo professionnel se compose de 500 à 600 lutteurs, regroupés en six divisions :
- Makuuchi, la première division composée de 42 lutteurs répartis en cinq rangs, du plus élevé au moins élevé :
  - Yokozuna,
  - Ōzeki,
  - Sekiwake, au moins deux.
  - Komusubi, au moins deux.
  - Maegashira, plus de 30 lutteurs.
- Jūryō, la deuxième division, comportant 28 lutteurs.
- Les divisions inférieures, par ordre décroissant : makushita (120 lutteurs), sandanme (200 lutteurs), jonidan (environ 185 lutteurs) et jonokuchi (environ 40 lutteurs).

Les 70 lutteurs en makuuchi et en jūryō sont appelés les sekitori et sont payés par l'association japonaise de sumo (NSK). Les trois rangs ōzeki, sekiwake et komusubi de la division makuuchi sont surnommés san'yaku (les yokozuna y sont parfois inclus).
Dans toutes les catégories, chaque rang est classé selon deux places : Est ou Ouest, la place Est étant la plus honorifique.

### Tournois oubasho
Il y a six tournois principaux par an, nommés honbasho . Ils durent 15 jours :
- Hatsu basho à Tokyo en janvier ;
- Haru basho à Ōsaka en mars ;
- Natsu basho à Tokyo en mai ;
- Nagoya basho à Nagoya en juillet ;
- Aki basho à Tokyo en septembre ;
- et Kyūshū basho à Fukuoka en novembre.

Ces tournois sont diffusés à travers tout le Japon et sont suivis fiévreusement par une grande partie de la population bien que la discipline soit victime de la désaffection du public depuis quelques années. Des tournois régionaux qui ne comptent pas dans le classement des lutteurs sont également organisés : les jungyō (巡業). Ils peuvent avoir lieu à l'étranger; la France en a accueilli un en 1995 à Bercy.
Les sekitori effectuent quinze combats par tournoi, contre seulement sept pour les quatre divisions inférieures. Le trophée que remporte le vainqueur de chaque division (celui qui a obtenu le plus de victoires) s'appelle yūshō. Avec sa victoire en 2012, Kyokutenhō est devenu le plus vieux lutteur à gagner un tournoi en première division, à l'âge de 37 ans et huit mois.
D'autres prix sont attribués à l'issue d'un basho dans la catégorie makuuchi :
- les kinboshi (金星?, étoiles d'or), à celui parmi les maegashira qui aura réussi à gagner un combat contre le (ou les) yokozuna en titre, et les ginboshi (銀星?, étoile d'argent) dans le cas d'une victoire sur un ōzeki ;
- les sanshō, trois prix qui récompensent un lutteur qui s'est démarqué des autres :
  - par la qualité technique avec laquelle il a gagné ses combats : ginō-shō,
  - par une performance remarquable tout au long du basho : shukun-shō,
  - ou par son courage : kantō-shō.

Tous ces prix y compris le yūshō, en plus de la prime occasionnée, octroient une augmentation du traitement du rikishi jusqu'à sa retraite.

### Classement oubanzuke

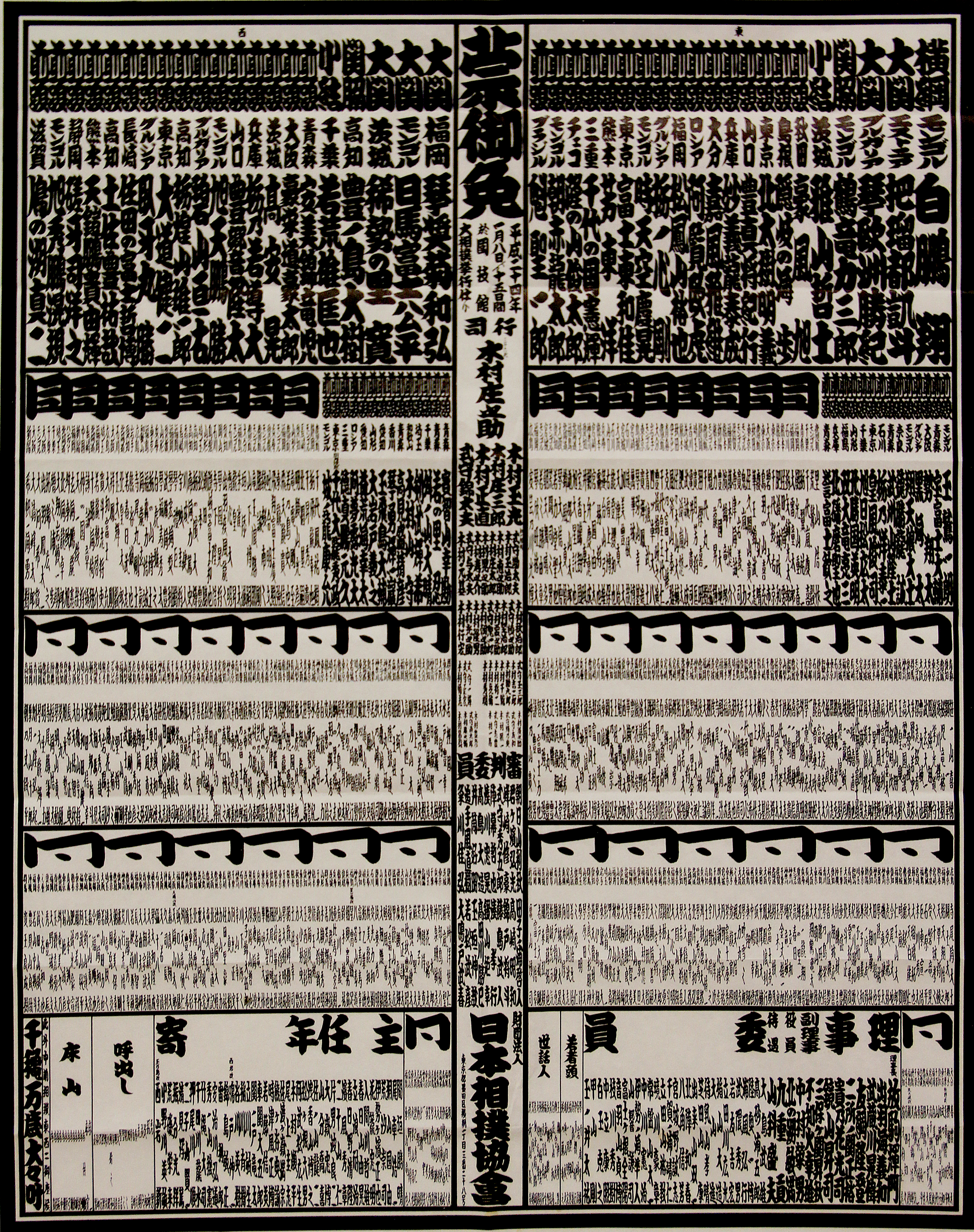
Exemple de banzuke

Le tableau de classement, appelé banzuke, est publié à l'approche de chaque honbasho. Pendant le tournoi, l'objectif du rikishi est d'obtenir plus de victoires que de défaites :
- S'il obtient une majorité de victoires, il est kachi-koshi (勝ち越し?) et va gagner des places dans le prochain banzuke.
- S'il obtient une majorité de défaites, il est make-koshi (負け越し?) et va perdre des places dans le prochain banzuke.

Le banzuke reprend le classement des lutteurs mais aussi des gyōji et même des yobidashi, les personnes qui déclament le nom des rikishi avant chaque combat.
Lorsqu'un lutteur parvenu au rang d'ōzeki excelle, la fédération peut le désigner yokozuna, champion suprême. Il est généralement nécessaire pour cela de remporter au moins deux tournois à la suite et d'être jugé moralement digne d'un tel rang, les yokozuna étant considérés comme les rikishi les plus proches des dieux, voire comme des demi-dieux. Le yokozuna — qui ouvre chaque journée des tournois par une cérémonie spéciale — conserve son titre à vie. Il ne peut régresser dans le classement. Néanmoins, si ses résultats deviennent indignes d'un yokozuna, l'usage lui impose de se retirer.

## Scandales
Divers scandales ont émaillé ce sport traditionnel dans les années 2000. Ils ont provoqué l'exclusion ou la rétrogradation de plusieurs lutteurs et maîtres d'écuries, mettant notamment en cause les conditions d'entrainement des jeunes lutteurs :
- Le 26 juin 2007, Takashi Saitō (斉藤 俊, Saitō Takashi?), apprenti lutteur de dix-sept ans, meurt d'une crise cardiaque après avoir été frappé à plusieurs reprises avec une bouteille de bière par le maitre de son écurie, la Tokitsukaze-beya (時津風部屋?), et avec une batte de baseball en métal par d'autres lutteurs plus âgés[28],[29]. Le maître, Futatsuryū Jun'ichi, est radié à vie par la JSA le 5 octobre 2007[28]. Par la même occasion, le président et plusieurs responsables de l'association s'infligent des réductions de salaire de 30 à 50 % pendant trois ou quatre mois[28]. Le maître et trois lutteurs, Masanori Fujii, Masakazu Kimura et Yuichiro Izuka, âgés de 23 à 26 ans, sont arrêtés début février 2008, et inculpés un mois après[30],[31]. En décembre 2008, les lutteurs sont reconnus coupables, condamnés à de la prison avec sursis et exclus par la JSA, puis en mai 2009 le maître est condamné à six ans de prison[32],[33].
- En mai 2008, deux autres cas de brimades sont rendus publics, impliquant le maître de l'écurie Magaki (間垣部屋, Magaki-beya?), Kanji Wakanohana II (若乃花 幹士, Wakanohana Kanji?), membre du conseil d'administration de la JSA, et un lutteur de l'écurie Michinoku (陸奥部屋, Michinoku-beya?), Toshiaki Toyozakura (豊桜 俊昭, Toyozakura Toshiaki?)[34]. Les deux hommes voient leur salaire réduit de 30 % pendant trois mois[35].

À la suite de ces affaires, plusieurs lutteurs, anciens ou en activité, ont avoué avoir subi des brimades, appelées par euphémisme kawaigari (可愛がり, « caresses »), lors de leurs débuts, tels que Muneyoshi Fujisawa (藤沢 宗義, Fujisawa Muneyoshi), plus connu sous le nom de Kotonofuji (琴乃富士), brulé, tabassé, la bouche gavée de sable et de sel, et surtout le yokozuna Hakuhō, parfois frappé pendant près de quarante-cinq minutes à ses débuts : « Les vingt premières minutes sont incroyablement douloureuses, mais après (…), même si vous continuez à être frappé, vous sentez moins la douleur ».
Plusieurs cas de consommation de cannabis ont également été répertoriés, des infractions sévèrement punies par la législation japonaise :
- Le 21 août 2008, le lutteur russe Toshinori Wakanohō (若ノ鵬 寿則, Wakanohō Toshinori?), de son vrai nom Soslan Aleksandrovich Gagloev, 20 ans, est exclu à vie pour avoir fumé du cannabis[37]. Étant mineur au moment des faits et pour une première infraction, il n'est pas poursuivi par la justice, et porte plainte pour demander sa réintégration[38]. Il déclare par la même occasion que d'autres lutteurs et des maitres d'écurie fument également, et surtout qu'il a « été obligé de livrer des combats truqués contre de l'argent, dès que [il est] entré en makuuchi » et que son maître et d'anciens lutteurs savaient et avaient fait la même chose pendant leur carrière[39]. Il précise alors au Shūkan Gendai avoir été approché par l’ōzeki Kotoōshū, qui lui aurait dit :« Nous sommes tous les deux Européens. Si tu fais ça pour moi, je ne l'oublierai jamais. Je te donnerai un million de yens (6 900 euros). Je peux même aller jusqu'à 1,5 million », propos aussitôt démentis par l'intéressé[40]. Le 29 novembre, il reconnait avoir inventé toutes ces accusations, en contrepartie d'une somme de 2,5 millions de yens pour l'interview[41]. Ce même magazine a déjà faussement accusé en janvier 2007 plusieurs lutteurs dont Asashōryū d'avoir payé des adversaires pour perdre contre eux, et est condamné 26 mars 2009 avec son éditeur Kōdansha et l'auteur de l'article à payer 40 millions de yens (300 000 euros) de dommages et intérêts au total aux plaignants[42].
- Le 3 septembre 2008, deux nouveaux lutteurs russes, Yukio Rohō (露鵬 幸生, Rohō Yukio?, dont le vrai nom est Soslan Feliksovich Boradzov, 28 ans) et son frère Yūta Hakurozan (白露山 佑太, Hakurozan Yūta?, Batraz Feliksovich Boradzov, 26 ans) de l'écurie du directeur de la JSA Toshimitsu Kitanoumi, sont contrôlés positifs au cannabis[43]. Kitanoumi démissionne quelques jours plus tard, les lutteurs étant exclus à vie malgré leur recours en justice[44],[45].
- En février 2009, le lutteur Wakakirin (若麒麟?), de son vrai nom Shin'ichi Suzukawa (鈴川 真一, Suzukawa Shin'ichi?), est également exclu à vie pour possession de marijuana, et condamné à dix mois de prison avec sursis en avril avec trois ans de mise à l'épreuve[46],[47].

Les plus grands scandales interviennent en mai 2010. D'abord avec le démantèlement de l'écurie Kise (木瀬部屋, Kise-beya) et la rétrogradation de son maître Naoya Higonoumi (肥後ノ海 直哉, Higonoumi Naoya), de son vrai nom Naoto Sakamoto (坂本 直人, Sakamoto Naoto), pour avoir offert des places au honbasho de Nagoya à des yakuzas du Kōdō-kai (弘道会)[réf. nécessaire].
Puis surtout le 20 mai 2010, lorsque le magazine Shūkan Shinchō affirme que l’ōzeki Kotomitsuki est impliqué dans une affaire de paris illégaux sur le baseball avec des yakuzas. La JSA annonce le 28 juin qu'elle exclut le lutteur. Avec lui sont finalement suspendus dix-huit autres lutteurs également impliqués, alors que le maître de l'écurie Ōtake (大嶽部屋, Ōtake-beya), Tadashige Naya (納谷 忠茂, Naya Tadashige), connu sous le nom de Takatōriki (貴闘力), est exclu.
Cette affaire connait de nouvelles répercussions début 2011 avec l'arrestation de Sadahide Furuichi (古市 貞秀, Furuichi Sadahide), Tetsuya Yabushita (藪下 哲也, Yabushita Tetsuya) et Shunsaku Yamamoto (山本 俊作, Yamamoto Shunsaku) de l'écurie Ōnomatsu (阿武松) pour organisation de paris illicites, toujours sur le baseball. Puis, lorsque la police découvre, via des e-mails présents dans les téléphones portables confisqués lors de leur enquête, des preuves de trucage de match de sumo (八百長, yaochō) entre mars et juin 2010. Onze lutteurs, la plupart de jūryō, et deux maîtres d'écurie sont alors mis en cause ; trois d'entre eux, les lutteurs Chiyohakuhō (千代白鵬, jūryō) et Enatsukasa (恵那司, sandanme) et le maître de l'écurie Takenawa (竹縄) Kasuganishiki (春日錦), reconnaissent rapidement les faits,,,. En conséquence, le tournoi de mars ou haru basho à Ōsaka est annulé, une première depuis 1946, et l'entrée au tournoi de mai est rendue gratuite pour tous les spectateurs,.
Après investigations, dix nouvelles personnes sont reconnues comme impliquées dans le scandale début avril ; seules trois sur les 23 impliquées ont alors reconnu les faits. On compte parmi ces 23 personnes 21 lutteurs : en conséquence leurs supérieurs, 17 au total, bien que non impliqués sont également punis pour ne pas avoir correctement surveillé leurs protégés. Deux nouveaux lutteurs sont alors forcés de se retirer : Sōkokurai (en) (蒼国来, makuuchi) et Hoshikaze (星風, jūryō). Puis c'est au tour du lutteur Futen'ō (普天王) de se retirer après avoir été suspendu en juillet 2010. Le tournoi de mai est finalement transformé en rencontres destinées à établir un nouveau classement pour le tournoi de juillet à Nagoya, littéralement « tournoi d'examen des compétences » (技量審査場所, ginryū shinsa basho), et n'est pas diffusé à la télévision,. Cependant en mars 2013, la cour de Tokyo invalide la décision de la NSK à la suite d'une demande de Sōkokurai, qui est réintégré pour le tournoi de juillet,.
Le 29 novembre 2017, le yokozuna Harumafuji annonce qu'il met fin à sa carrière (intai), après avoir avoué avoir frappé un autre lutteur, Takanoiwa (en).
En décembre 2017, le 40e grand arbitre Shikimori Inosuke, de son vrai nom Itsuo Nouchi, présente ses excuses pour avoir agressé sexuellement un jeune arbitre après avoir bu.
En janvier 2018, un ancien jeune lutteur, Arashi Yahagi, poursuit en justice un autre lutteur retraité ainsi que Tochinowaka Kiyotaka (en) le maître de son écurie, Kasugano, et demande un dédommagement de 30 millions de yens (220 000 euros) à la suite d'une agression survenue en 2014.
En 2020 et 2021, en pleine pandémie de Covid-19, plusieurs lutteurs sont suspendus pour avoir enfreint les nouvelles mesures sanitaires en vigueur lors des tournois. Les maegashira Abi et Ryūden sont suspendus trois mois, et l’ōzeki Asanoyama est suspendu douze mois.

## Le sumo dans la culture populaire
Diverses disciplines au Japon s'inspirent du sumo :
- Le tōgyū, combat entre taureaux, né au XVIIe siècle.
- Le kumo gassen (en), combat entre araignées qui existe d'entre d'autres pays d'Asie, et se pratique à Aira, préfecture de Kagoshima depuis la fin du XVIe siècle
- Le robot sumo, une compétition de petits robots s'inspirant du sumo, créée par Fujisoft en 1989.

Le kamizumo désigne un passe-temps et un spectacle japonais qui repose sur un match de sumo entre des poupées ou autres personnages inanimés, dont des kami.
L’ukiyo-e, mouvement artistique japonais de l'époque d'Edo (1603-1868) d'estampes gravées sur bois, représentait régulièrement des lutteurs de sumo, correspondant aux centres d'intérêt de la bourgeoisie de l'époque. Dès le XVIIe siècle, Moronobu illustre des livres sur le sumo, puis, plus tard, Buncho et Koryusai font les premiers portraits de lutteurs. Enfin, l'école Katsukawa, en particulier avec Shunsho et Shun'ei, profite de son expérience des portraits d'acteurs de kabuki pour s'investir dans ceux des sumotoris. Plus tard, Utamaro, Sharaku et Hokusai s'intéresseront également au sujet.
Dans l'art moderne, les peintres Bernard Buffet et Robert Nicoïdski ont été inspirés par le sumo et lui ont consacré une suite de toiles.
On trouve dans les jeux vidéo, principalement les jeux de combat, des sumotoris de fiction, tel que Ganryu dans la série de jeux Tekken ou Edmond Honda dans la série Street Fighter.

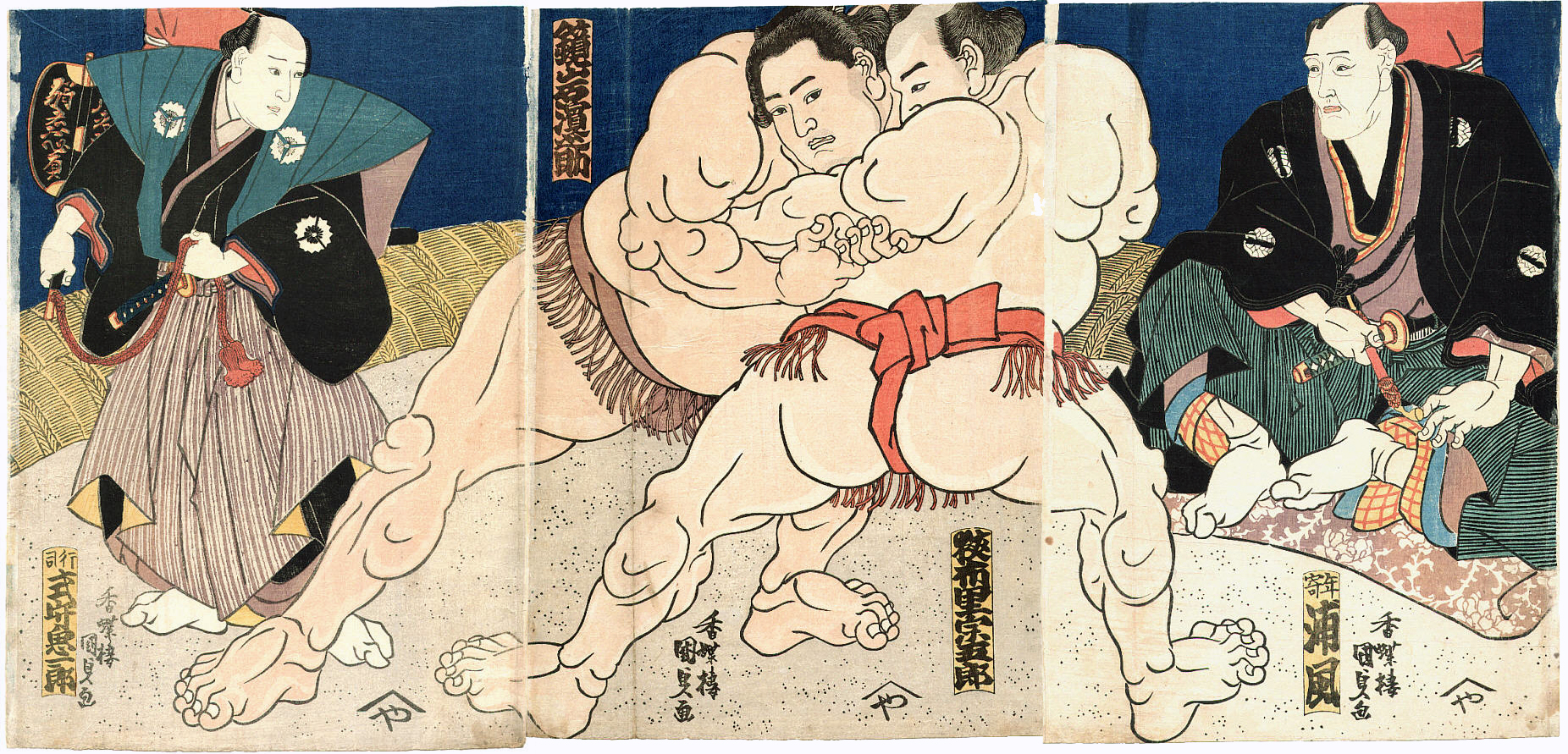
Triptyque de Kunisada Utagawa
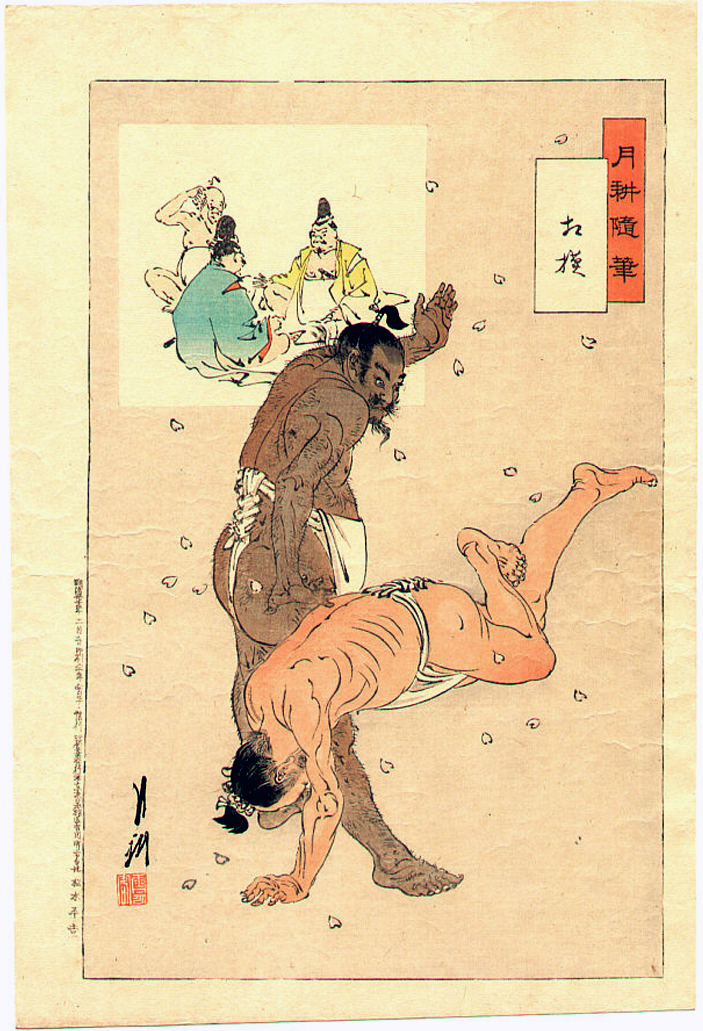
Ukiyo-e de Ogata Gekkō
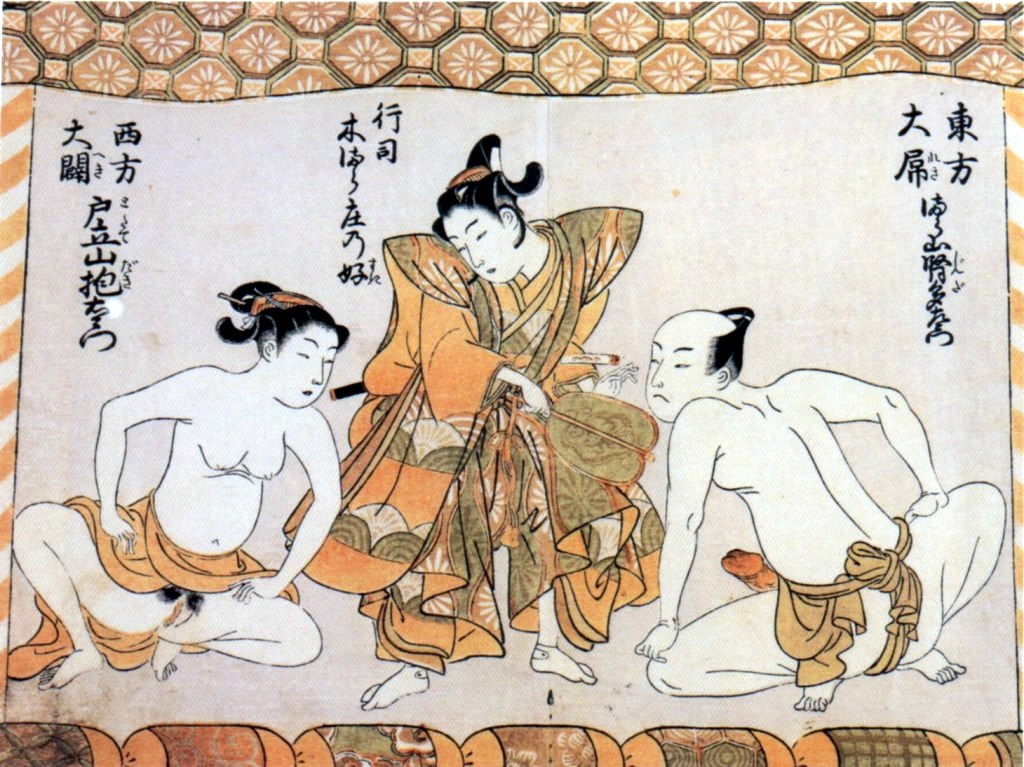
Shunga sur le sumo
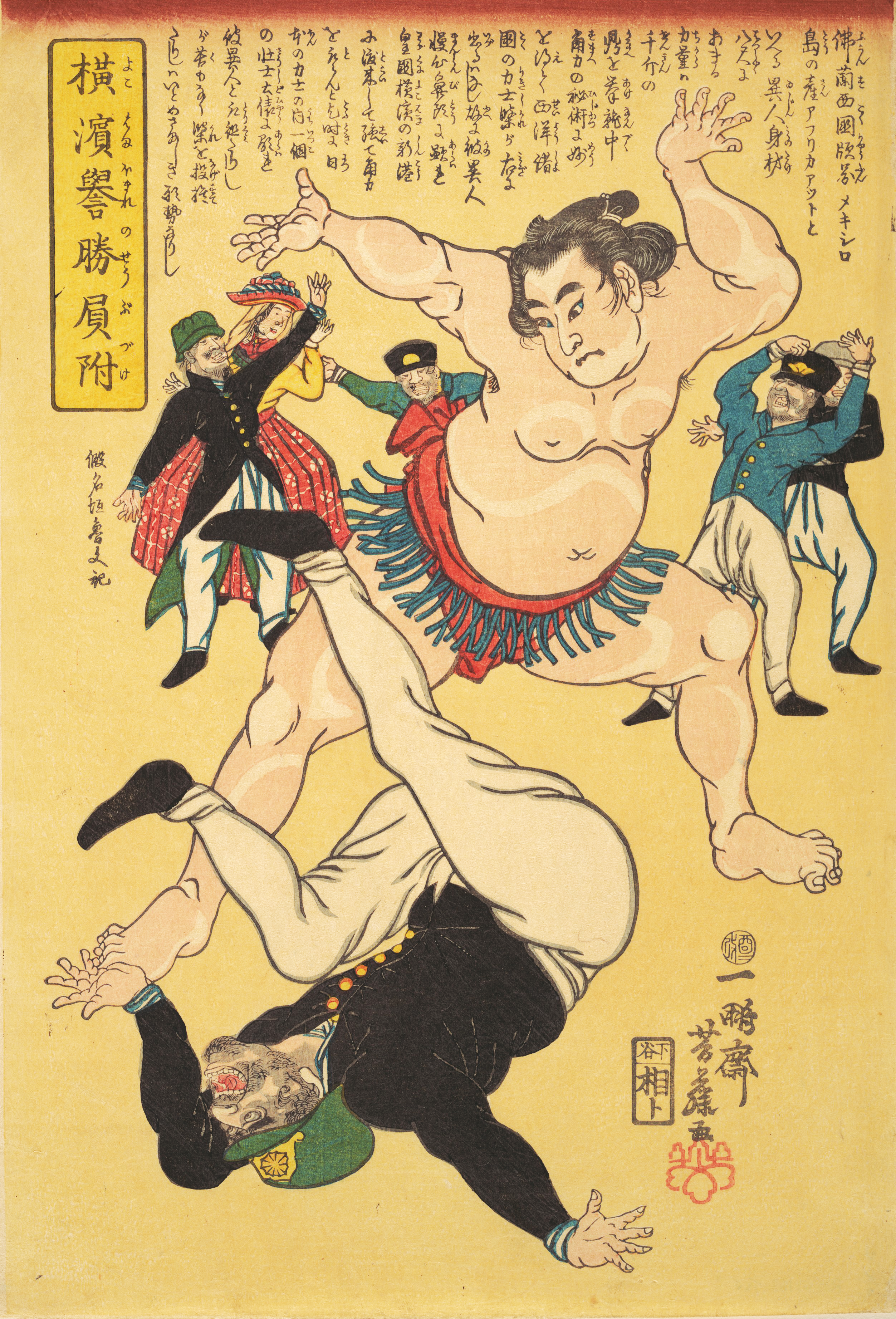
Illustration du jōiron (ja), expulsion des étrangers lors de l'époque d'Edo

Au catch américain, le lutteur samoan-américain Yokozuna, de son vrai nom Rodney Anoa'i, se faisait passer pour un ancien rikishi, bien qu'il n'ait jamais fait de sumo professionnel.

## Sumo amateur
Le premier tournoi national amateur du Japon, Zen-Nihon sumō senshuken taikai (全日本相撲選手権大会), a lieu en 1952, le gagnant recevant le titre annuel d’amateur yokozuna (アマチュア横綱, amachua yokozuna). Musōyama, Asashio IV ou encore Kotomitsuki ont ainsi été amateur yokozuna avant de devenir lutteur professionnel. En 1980, des lutteurs étrangers sont invités pour la première fois. Le Kokusai sumō kyōgikai (国際相撲協議会, littéralement « Forum du sumo international ») est créée en juillet 1983 par le Japon et le Brésil, et devient en décembre 1992 l'International Sumo Federation (国際相撲連盟, Kokusai sumō renmei). En 1985 apparaissent officiellement les International Sumo Championships, qui deviennent les World Sumo Championships (世界相撲選手権大会, Sekai sumō senshuken taikai) en 1992 avec 73 participants de 25 pays. En 2005, la fédération internationale compte 84 pays membres.
Les World Sumo Championships se découpent en quatre compétitions : individuelle et par équipe nationale, homme ou femme. Les lutteurs combattent par catégories : moins de 85, moins de 115 et plus de 115 kg, plus une catégorie libre pour les hommes ; moins de 65, moins de 80 et plus de 80 kg, plus également une catégorie libre pour les femmes. Chez les hommes, certains lutteurs sont devenus professionnels, tels que Kotomitsuki, Hamanishiki (trois fois vainqueurs), Kaihō, Hayateumi, Kiyoseumi (deux fois vainqueurs), Dejima, Kakizoe ou encore Aran (une fois vainqueur). Chez les femmes, ce sont les Russes qui dominent la compétition.
Les fédérations continentales ont été fondées en 1995. En Europe, on trouve l’European Sumo Union, composée de 28 pays membres en 2010. Les catégories sont plus nombreuses : moins de 70, moins de 85, moins de 100, moins de 115 et plus de 115 kg, plus une catégorie libre pour les hommes, moins de 55, moins de 65, moins de 80, moins de 95 et plus de 95 kg, plus également une catégorie libre pour les femmes. En Pologne, la fédération créée en 2003 compte en 2010 plus de mille adhérents dans soixante clubs.